# Big Boy Henry
Richard Henry, conocido como Big Boy Henry en el mundo del blues, es un cantante y guitarrista, nacido en 1921, en Carolina del Norte.
Olvidado durante muchos años por la industria discográfica, volvió a escena a finales de los años 1980 y, desde entonces, graba con regularidad, en un estilo Blues de Piedmont muy característico. Aquejado de artritis, no toca ya la guitarra, pero sigue cantando.